# Любен Каравелов (улица в Копривщица)
„Любен Каравелов“ е улица в град Копривщица, България, минаваща през площадите „20-ти април“ и „Петко Каравелов“ и между Ламбовска махала и Средна махала. До началото на XX век бул. „Хаджи Ненчо Палавеев“ е бил само една пътека, а „Любен Каравелов“ е била главната улица на града.
Тя започва от кръстовище с бул. „Хаджи Ненчо Палавеев“ при аква парк „Копривщица“ и пътя за Стрелча. Завършва при ул. „Първа пушка“ и Безплатната ученическа трапезария „Велика и Иван Личеви“ при Бяла река след Калъчевия мост и ул. „24 март“ (наречена на Партизанската акция на 24 март 1944 година в Копривщица) до река Тополница при крайречния парк „Тополница“.

## Галерия от обекти, разположени на на улица „Любен Каравелов“
- Петър-Бучкова къща
- Улица „Любен Каравелов“
- Къщата на Рашко Радомиров
- Кулаксъзова къща
- Моравенов мост
- Стенопис в Гъркова къща
- Братска могила
- Къщата на Тодор Тумангелов
- В памет на Найден и Петко Попстоянови
- Цицелкова къща
- Гимназия „Любен Каравелов“
- Чешма на площад „Петко Каравелов“
- Народно Читалище
- Лятна естрада на Живия музей
- Войнишки паметник
- Лютова къща 2
- Общински здравен център „Д-р Рашко Хаджистойчев“
- Лесничейството в Копривщица
- Къщата на Теодораки Десьоолу
- Следи от брадва по портата на Десьовската къща (Старирадева къща)
- Чалъкова къща
- Къща на Тодор Карапетков
- Къщата на Карапеткови – Венкови
- Безплатна ученическа трапезария „Велика и Иван Личеви“